# Federația Internațională de Escaladă Sportivă
Federația Internațională de Escaladă Sportivă (în engleză International Federation of Sport Climbing IFSC) este organul global de conducere al escaladei, recunoscută de CIO, reglementează specialitățile de dificultate, bouldering și viteză.
A fost fondată la Frankfurt pe 27 ianuarie 2007 de 48 de federații membre și este continuarea a International Council for Competition Climbing, care a existat în perioada 1997-2007 și a făcut parte din  Union Internationale des Associations d'Alpinisme (UIAA).
Datorită invaziei ruse a Ucrainei din 2022, IFSC a suspendat federațiile rusă și belarusă și a anulat toate evenimentele din Rusia în 2022.

## Istoric
Primele competiții formale de escaladă au avut loc în URSS din 1947. URSS s-a alăturat Uniunii Internaționale a Asociațiilor de Alpinism (UIAA) în 1966 și a organizat competiții internaționale unde predominau probele de viteză.
După apariția primelor competiții de escaladaă dificultate, în 1985 și 1986, și succesul lor mediatic, UIAA a creat în 1987 o Comisie pentru Alpinism Competitiv (CEC) și un Comitet Internațional pentru Competiții de Escalada (CICE). Aceste organe decizionale au rolul de a organiza regulamentele și competițiile de nivel internațional.
În 1988 s-a înființat un circuit de cupă mondială cuprinzând 6 probe cu o cotă de alpiniști pe țară, iar primul campionat mondial a fost organizat la Frankfurt în 1991. În 1997, pentru a-și îmbunătăți funcționarea, UIAA a înființat un comitet de management al alpinismului internațional. competiții: ICC (în engleză, International Council for Competition Climbing). În 1998, disciplina bouldering a fost oficializată și a dat naștere unei cupe mondiale în 1999.
În 2006, Uniunea Internațională a Asociațiilor de Alpinism (UIAA) a decis să nu mai gestioneze escaladă sportivă și a invitat aproape în unanimitate ICC (Consiliul Internațional pentru Alpinism de Competiție, care organiza în mod autonom toate activitățile sportive) să creeze o federație internațională independentă de alpinism sportiv. IFSC a fost fondat la Frankfurt pe 27 ianuarie 2007 de către 48 de federații membre și a fost – într-un timp record – recunoscut de CIO în același an (recunoaștere care a devenit definitivă în februarie 2010) devenind membru ARISF și IWGA.

## Competiții organizate
- Campionatul mondial de escaladă
- Campionatul mondial de escaladă de juniori
- Campionatul european de escaladă
- Campionatul european de escaladă de juniori
- Cupa mondială de escaladă
- Cupa Europa de escaladă de juniori

## Organizații din care face parte
- Comitetul Olimpic Internațional (CIO)
- Association of IOC Recognised International Sports Federations (ARISF)
- International World Games Association (IWGA)
- SportAccord (GAISF)

## Președinți
- 2007- : Marco Maria Scolaris

## Membri
| Țară              | Federație                                                                                          | Acronim                                            |
| ----------------- | -------------------------------------------------------------------------------------------------- | -------------------------------------------------- |
| Argentina         | Federación Argentina de Ski y Andinismo                                                            | FASA                                               |
| Australia         | Sport Climbing Australia                                                                           | SCA                                                |
| Austria           | Kletterverband Österreich                                                                          | KVÖ                                                |
| Azerbaidjan       | Air and Extreme Sports Federation of Azerbaijan                                                    | FAIREX Arhivat în 27 mai 2022, la Wayback Machine. |
| Belgia            | Climbing and Mountaineering Belgium                                                                | CMBEL                                              |
| Bolivia           | Federación Boliviana de Ski y Andinismo                                                            | FEBSA                                              |
| Brazilia          | Associação Brasileira de Escalada Esportiva                                                        | ABEE                                               |
| Bulgaria          | Bulgarian Climbing and Mountaineering Federation                                                   | BCMF                                               |
| Camerun           | Association des Sport de Montagne et d'Escalade                                                    | ASME                                               |
| Canada            | Climbing Escalade Canada                                                                           | CEC                                                |
| Chile             | Federación de Andinismo de Chile                                                                   | FEACH Arhivat în 27 mai 2022, la Wayback Machine.  |
| China             | Chinese Mountaineering Association                                                                 | CMA                                                |
| Taipeiul Chinez   | Chinese Taipei Alpine Association                                                                  | CTAA                                               |
| Columbia          | Federación Colombiana de Escalada Deportiva                                                        | FCED                                               |
| Costa Rica        | Federación costarricense de Deportes de Montaña                                                    | FECODEM                                            |
| Croația           | Hrvatski Planinarski Savez / Croatian Mountaineering Association                                   | HPS                                                |
| Cipru             | Cyprus Mountaineering and Climbing Federation                                                      | CMCF                                               |
| Republica Cehă    | Cesky horolezecky svaz (Czech mountaineering association)                                          | CHS                                                |
| Danemarca         | Dansk Klatreforbund/Danish Climbing Federation                                                     | DKF/DCF                                            |
| Ecuador           | Federación Ecuatoriana de Andinismo y Escalada                                                     | FEDAN                                              |
| El Salvador       | Federación Salvadoreña de montañismo y escalada                                                    | FSME                                               |
| Finlanda          | Finnish Climbing association                                                                       | FCA                                                |
| Franța            | Fédération française de la montagne et de l'escalade                                               | [nefuncțională]                                    |
| Georgia           | Georgian Climbing National Federation                                                              | GCNF                                               |
| Germania          | Deutscher Alpenverein                                                                              | DAV                                                |
| Marea Britanie    | British Mountaineering Council                                                                     | BMC                                                |
| Grecia            | Ελληνική Ομοσπονδία Ορειβασίας Αναρρίχησης / Hellenic Federation of Mountaineering and Climbing    | HFMCU (EOOA)                                       |
| Guatemala         | Federación Nacional de Andinismo de Guatemala                                                      | FNAG                                               |
| Honduras          | Federación Hondurena de Deportes de Montana y Escalada                                             | FEHDME                                             |
| Hong Kong         | Hong Kong Mountaineering Union                                                                     | HKMU                                               |
| Hungary           | Hungarian Mountaineering and Sport Climbing Federation                                             | MHSSz                                              |
| India             | Indian Mountaineering Foundation                                                                   | IMF                                                |
| Indonesia         | Federasi Panjat Tebing Indonesia                                                                   | FPTI                                               |
| Iran              | Iran Mountaineering and Sport Climbing Federation                                                  | IRI MF                                             |
| Irlanda           | Mountaineering Ireland                                                                             | MI                                                 |
| Israel            | Israel Climbers' Club                                                                              | ILCC                                               |
| Italia            | Federazione Arrampicata Sportiva Italiana                                                          | FASI                                               |
| Japonia           | Japan Mountaineering and Sport Climbing Association                                                | JMSCA                                              |
| Kazahstan         | Mountaineering and Climbing Federation of Republic of Kazakhstan                                   | MCFRK                                              |
| Letonia           | Latvian Alpinist Association                                                                       | LAA                                                |
| Lituania          | Lithuania Federation of Sport Climbing                                                             | LFSC                                               |
| Luxemburg         | Fédération Luxembourgeoise d'Escalade, de Randonnée et d'Alpinisme                                 | FLERA                                              |
| Malaysia          | Persekutuan Mendaki Malaysia / Malaysia Mountaineering Federation                                  | PMM                                                |
| Malta             | Malta Sport for All                                                                                | MSFA                                               |
| Mauritius         | Mauritius Sport Climbing Federation                                                                | MSCF                                               |
| Mexic             | Federación Mexicana de Deportes de Montana Y Escalada                                              | FMDMYE                                             |
| Mongolia          | Mongolian National Climbing Federation                                                             | MNCF                                               |
| Nepal             | Nepal Mountaineering Association                                                                   | NMA                                                |
| Țările de Jos     | Koninklijke Nederlandse Klim- en Bergsportvereniging                                               | NKBV                                               |
| Noua Zeelandă     | Climbing New Zealand                                                                               | CNZ                                                |
| Macedonia de Nord | Macedonian Sport Climbing Federation                                                               | MSCF                                               |
| Norvegia          | The Norwegian Climbing Federation                                                                  | NCF                                                |
| Pakistan          | Alpine Club of Pakistan                                                                            | ACP                                                |
| Panama            | Asociación Panameña de Escalada                                                                    | APAES                                              |
| Peru              | Federación Deportiva Peruana de Escalada                                                           | FEDPE                                              |
| Polonia           | Polski Zwiazek Alpinizmu / Polish Mountaineering Association                                       | PZA                                                |
| Portugalia        | Federação Portuguesa de Montanhismo e Escalada / Portuguese Mountaineering and Climbing Federation | FPME                                               |
| România           | Federația Română de Alpinism și Escaladă                                                           | FRAE                                               |
| Rusia             | Climbing Federation of Russia (suspendată)                                                         | CFR                                                |
| Arabia Saudită    | The Saudi Climbing and Hiking Federation                                                           | SCHF                                               |
| Serbia            | United Sport Climbing Federation of Serbia                                                         | USCFS                                              |
| Singapore         | Singapore Mountaineering Federation                                                                | SMF                                                |
| Slovacia          | Slovak Mountaineering Union JAMES                                                                  | SMU JAMES                                          |
| Slovenia          | Alpine Association of Slovenia                                                                     | PZS                                                |
| Coreea de Sud     | Korean Alpine Federation                                                                           | KAF                                                |
| Spania            | Federación Española de Deportes de Montaña y Escalada                                              | FEDME                                              |
| Africa de Sud     | South African National Climbing Federation                                                         | SANCF                                              |
| Suedia            | Swedish Climbing Federation                                                                        | SKF                                                |
| Elveția           | Swiss Alpine Club                                                                                  | CAS                                                |
| Thailanda         | The Sport Climbing Association of Thailand                                                         | SCAT                                               |
| Turcia            | Turkish Mountaineering Federation                                                                  | TDF/TMF                                            |
| Ucraina           | Ukrainian Mountaineering and Climbing Federation                                                   | UMF                                                |
| SUA               | USA Climbing                                                                                       | USAC                                               |
| Venezuela         | Federación Venezolana de Escalada Deportiva                                                        | FEVME                                              |

### Membi continentali
| Țară                  | Federație                                                             | Acronim |
| --------------------- | --------------------------------------------------------------------- | ------- |
| Algeria               | Fédération Algérienne de Ski et sports de Montagne                    | FASSM   |
| Andorra               | Federacio Andorrana de Muntanyisme                                    | FAM     |
| Armenia               | Armenia Alpine Club                                                   | AAC     |
| Belarus               | Belarus Alpine Federation (suspendată)                                | BAF     |
| Bosnia și Herțegovina | Mountaineering Union of Bosnia - Herzegovina                          | PSBIH   |
| Cambodgia             | Cambodia Climbing Federation                                          | CCD     |
| Estonia               | Estonian Climbing Association                                         | ECA     |
| Fiji                  | Sport Climbing Fiji                                                   | SCF     |
| Iordania              | Jordan Federation of Sport Climbing                                   | JFSC    |
| Kârgâzstan            | Federation of Mountaineering Rock and Ice Climbing of Kirgiz Republic | FMRICK  |
| Macao                 | Mountaineering Federation Macau China                                 | MFMC    |
| Filipine              | Sport Climbing Association of the Philippines                         | SCAPI   |
| Rwanda                | Rwanda Sports Climbing Federation                                     | RSCF    |
| Sri Lanka             | National Association for Climbing and Mountaineering in Sri Lanka     | NACMSL  |
| Uganda                | Uganda Sport Climbing Federation                                      | USCF    |
| Uzbekistan            | Federation of Mountaineering and Rock Climbing of Uzbekistan          | FMCU    |

### Membri regionali
| Țară           | Federație                                                                | Acronim |
| -------------- | ------------------------------------------------------------------------ | ------- |
| Noua Caledonie | Comité Régional de la Montagne et de l'Escalade de la Nouvelle Calédonie |         |

### Membri observatori
| Țară      | Federație                                                     | Acronim |
| --------- | ------------------------------------------------------------- | ------- |
| Austria   | Österreichischer Alpenverein                                  | ÖAV     |
| Spania    | Basque Mountaineering Federation (Eusko Mendizale Federazioa) | EMF     |
| Catalonia | Federaciò d'Entitats Excursionistes de Catalunya              | FEEC    |

## Legături externe
- IFSC Site web oficial
- „Calendar of IFSC competitions”. ifsc-climbing.org.
- „IFSC Rules”. ifsc-climbing.org.